# Finders Keepers (Mabel)
Finders Keepers è un singolo della cantante britannica Mabel, pubblicato il 10 marzo 2017 come primo estratto dal primo mixtape Ivy to Roses.
Il singolo, che ha visto la collaborazione del rapper britannico Kojo Funds, è incluso anche nel primo EP Bedroom e successivamente è stato incluso anche nel primo album in studio High Expectations. Contiene un sample del brano Diwali Riddim del produttore giamaicano Lenky.
In Italia è entrato in rotazione radiofonica il 5 gennaio 2018.

## Video musicale
Il videoclip è stato pubblicato il 5 agosto 2017 sul canale Vevo-YouTube della cantante.